# Canal de Malta
El canal de Malta o estret de Malta (en italià: Canale di Malta), és un estret del mar Mediterrani localitzat entre la italiana illa de Sicília i l'arxipèlag de Malta. El canal serveix com un enllaç amb Europa per via marítima dels maltesos.

## Característiques
El canal té un ample màxim de 102 k m, mentre que al punt més estret mesura uns 81 km. Caracteritzat per profunditats relativament baixes, té una profunditat màxima de 171 m. El fons marí, lleugerament més profund que el sud de Malta, tendeix a pujar a mesura que s'apropa cap a les costes sicilianes.

## Història
Aquest mar va veure batalles navals i durant la Segona Guerra Mundial, atesa la importància estratègica d'aquesta zona, el canal estava fortament minat, quan es va tractar de proveir l'illa de Malta, llavors una colònia de Gran Bretanya. També va haver-hi altres batalles navals lliurades entre els cavallers de Malta i la flota de l'Imperi Otomà, i també a l'antiguitat, durant les guerres púniques.